# 노마다니촌
노마다니촌(野間谷村)은 효고현 가사이군에 있던 촌이다. 현재의 다카정에 해당한다.

## 역사
- 1889년 4월 1일 - 정촌제 시행에 의해 4촌의 구역을 가지고 성립하였다.
- 1954년 3월 25일 - 가사이군 야마토촌과 신설합병해 야치요촌이 성립하여, 동일 노마다니촌은 폐지되었다.

## 참고문헌
- 가도카와 일본지명대사전 28 효고현